# Indigókékfejű amazília
Az indigókékfejű kolibri (Saucerottia cyanifrons) a madarak osztályának sarlósfecske-alakúak (Apodiformes) rendjébe és a kolibrifélék (Trochilidae) családjába tartozó faj.

## Rendszerezése
A fajt Jules Bourcier francia ornitológus írta le 1843-ban, a Trochilus nembe Trochilus cyanifrons néven. Sorolták a Amazilia nembe Amazilia cyanifrons néven is.

## Előfordulása
Dél-Amerika északnyugati részén, az Andokban, Kolumbia területén honos. Természetes élőhelyei a szubtrópusi vagy trópusi síkvidéki és hegyi esőerdők, cserjések, valamint másodlagos erdők, ültetvények és vidéki kertek. Magaslati vonuló.

## Megjelenése
Testhossza 10 centiméter.
|  |

## Életmódja
Nektárral és kisebb ízeltlábúakkal táplálkozik.

## Természetvédelmi helyzete
Az elterjedési területe elég nagy, egyedszáma stabil. A Természetvédelmi Világszövetség Vörös listáján nem fenyegetett fajként szerepel.